# Truta de Cima
Localidade portuguesa situada na freguesia de Espinho, concelho de Mortágua, distrito de Viseu.

Aldeia típica desta região de Portugal, com as suas construções maioritariamente usando o xisto, rocha metamórfica que se encontra na região montanhosa entre a Serra do Caramulo e a Serra do Buçaco, onde se insere esta aldeia.